# Rome (Maine)
Rome es un pueblo ubicado en el condado de Kennebec en el estado estadounidense de Maine. En el Censo de 2010 tenía una población de 1.010 habitantes y una densidad poblacional de 12,29 personas por km².

## Geografía
Rome se encuentra ubicado en las coordenadas 44°34′14″N 69°53′35″O / 44.57056, -69.89306. Según la Oficina del Censo de los Estados Unidos, Rome tiene una superficie total de 82.15 km², de la cual 65.81 km² corresponden a tierra firme y (19.9%) 16.35 km² es agua.

## Demografía
Según el censo de 2010, había 1.010 personas residiendo en Rome. La densidad de población era de 12,29 hab./km². De los 1.010 habitantes, Rome estaba compuesto por el 98.51% blancos, el 0.2% eran afroamericanos, el 0.4% eran amerindios, el 0.1% eran asiáticos, el 0% eran isleños del Pacífico, el 0.69% eran de otras razas y el 0.1% pertenecían a dos o más razas. Del total de la población el 0.59% eran hispanos o latinos de cualquier raza.